# Liste der Monuments historiques in Louan-Villegruis-Fontaine
Die Liste der Monuments historiques in Louan-Villegruis-Fontaine führt die Monuments historiques in der französischen Gemeinde Louan-Villegruis-Fontaine auf.

## Liste der Bauwerke
| Bezeichnung           | Beschreibung              | Standort | Kennzeichnung | Schutzstatus | Datum | Bild           |
| --------------------- | ------------------------- | -------- | ------------- | ------------ | ----- | -------------- |
| Schloss Montaiguillon | Erbaut im 12. Jahrhundert | (Lage)   | PA00087070    | Classé       | 1875  | weitere Bilder |

## Liste der Objekte
Zum Verständnis siehe: Kirchenausstattung
- Monuments historiques (Objekte) in Louan-Villegruis-Fontaine in der Base Palissy des französischen Kultusministeriums